# KDH엔터테인먼트
KDH엔터테인먼트는 대한민국의 종합 연예 기획사다.

## 개요
KDH엔터테인먼트(대표 김도희) 종합 엔터테인먼트 회사이다. 오랜 트로트 가수 제작 노하우를 갖춘 매니지먼트사로 업계의 인정을 받고 있다.‘트로트의 민족’을 시작으로 방송 제작으로까지 사업을 확대해 종합엔터테인먼트사로 거듭나게 됐다.

## 소속 연예인
- 진해성
- 류정운
- 김성기
- 서지안
- 타겟

## MBC '트로트의 민족' 제작
2020년 MBC와 손잡고 초특급 프로젝트인 ‘트로트의 민족’의 외주제작사로서 MBC와 공동으로 ‘트로트 가왕’ 발굴에 나선다. 프로그램 기획 및 투자, 매니지먼트까지 맡아, 획기적이면서도 잡음 없는 오디션 프로그램이 되도록 전폭적인 지원할 계획이다.김도희 대표는 “오디션 명가 MBC의 제작 노하우와 연출력에 대한 믿음을 바탕으로 이번 ‘트로트의 민족’을 함께 하게 됐다. 오랜 기간 준비하고 기획한 작품이다. 전 국민의 마음을 사로잡을 ‘최고의 오디션 프로그램’이 될 수 있도록 전력투구할 것”이라고 밝혔다. 이어 “트로트 오디션은 식상하다는 편견을 뒤집을 획기적인 기획과 캐스팅이 준비돼 있다. 오로지 진정성만이 사람의 마음을 움직인다는 신념 아래, 정직과 공정을 바탕으로 한 오디션을 만들도록 할 것”이라며 “전 국민의 선택으로 탄생하게 될 진정한 트로트 가왕을 기대해 달라”고 당부했다.